# Senster
Senster – rzeźba stworzona przez Edwarda Ihnatowicza – polskiego artystę działającego w latach 60. i 70. XX w. w Wielkiej Brytanii. Jest to przykład dzieła sztuki robotycznej o szczególnym  znaczeniu, była to bowiem pierwsza na świecie rzeźba sterowana przez komputer, reagująca na dźwięki i ruchy odbiorców.
Senster był stalową konstrukcją o długości pięciu metrów. Masyw rzeźby reagował na dźwięki i ruch w otoczeniu za pośrednictwem zestawu mikrofonów i czujników dopplerowskich. Porządek interakcji regulowany był przez program napisany w asemblerze i wczytywany do komputera zaprojektowanego przez firmę Philips. W 1970 roku, po kilku latach pracy, rzeźba została zaprezentowana w Evoluonie – przestrzeni ekspozycyjnej powstałej z inicjatywy firmy Phillips, funkcjonującej jako muzeum nauki i technologii w Eidhoven w Holandii. Dzieło funkcjonowało do 1973 roku.
Do 2017 r. resztki masywu rzeźby znajdowały się w Colijnsplaat (Holandia). W kwietniu 2017 r. rzeźba została zakupiona przez Akademię Górniczo-Hutniczą im. Stanisława Staszica w Krakowie od poprzedniego właściciela ─ firmy Delmeco Group, działającej na terenie [Holandia|Holandii] i obecnie Wydział Humanistyczny uczelni prowadzi prace nad restauracją rzeźby.
Senster jest jednym z najcenniejszych dzieł sztuki nowych mediów. Krytycy wymieniają Edwarda Ihnatowicza w ścisłej czołówce artystów, którzy swoją twórczością dali świadectwo możliwości budowania dialogu między tradycyjną działalnością artystyczną i naukami ścisłymi. Senster jest klasycznym przykładem realizacji założeń sztuki cybernetycznej, której istotą jest tworzenie dzieła wchodzącego w interakcję z odbiorcą, dzieła aktywnego.